# Fuera de carta
Fuera de carta es una película española dirigida por Nacho García Velilla que gira en torno a la construcción de un restaurante y la decisión de salir del armario de algunos hombres que han mantenido relaciones con mujeres para encubrir su verdadera sexualidad, llegando incluso a casarse y tener hijos, también trata el tema de la familia monoparental. Fue protagonizada por Javier Cámara, Benjamín Vicuña, Lola Dueñas y Fernando Tejero. La cinta se estrenó en España el 11 de abril de 2008 y tuvo un importante éxito en la taquilla, recaudando en su primer fin de semana casi un millón de euros, cerró el año en la sexta posición de las películas españolas más taquilleras con una recaudación de 5.107.626,41 euros. Obtuvo catorce nominaciones a premios —incluyendo dos a los premios Goya— ganando cinco de ellas. La recepción por parte de la crítica no fue muy afortunada, recibiendo comentarios negativos de parte de importantes diarios como El País, El Mundo y ABC.

## Argumento
Maxi (Javier Cámara) es un jefe de cocina, dueño de un restaurante de diseño, el Xantarella, que aspira a ganar una estrella Michelín pero que pasa por algunas dificultades financieras. Le ayuda Álex (Lola Dueñas), una maitre que busca pareja de forma desesperada. Maxi hace tiempo que salió del armario y declaró su homosexualidad. Dejó atrás a su familia, una mujer y dos hijos a los que no ha visto en los últimos siete años. La muerte de aquella hace que tenga que cuidar de dos niños que le resultan extraños. Al mismo tiempo se cruza en la vida de Maxi y Álex un futbolista argentino (Benjamín Vicuña), Horacio, que se hace pasar por heterosexual cuando en realidad es homosexual. La película se desarrolla entre el triángulo amoroso formado por Maxi, Álex y Horacio, la responsabilidad paternal de Maxi y el destino del restaurante.

## Guion
El guion de la película fue escrito por Nacho García Velilla, guionista de series de televisión españolas como Siete vidas y su spin-off, Aída, siendo el segundo guionista de la serie que se lanza al cine, tras Tom Fernández (La torre de Suso), aunque contó con la colaboración de David Sánchez Olivas, Oriol Capel Mir y Antonio Sánchez Olivas. La idea original para la película nació de varios casos reales vividos por personas conocidas por Velilla, que, habiendo llegado ya a los cuarenta años, salieron del armario y dejaron su matrimonio ficticio con una mujer con el fin de empezar una nueva vida. Velilla realizó diecisiete versiones del guion, aunque durante el rodaje de la película añadió varios matices para profundizar más en los personajes.
El hecho de que la cocina creativa española fuera durante la composición del guion una de las punteras a nivel internacional fue una de las razones que llevó a Velilla a situar la acción de la película en un restaurante. Además necesitaba un trabajo para Maxi, el protagonista, en el que empleara tanta pasión y dedicación que anulara su vida personal. Velilla se documentó y conoció a varios cocineros que, con el fin de aspirar a una estrella Michelín, necesitaban "dejarse la vida en ello", trabajando entre catorce y dieciséis horas al día y por tanto dejando su vida personal de lado.

## Producción y rodaje
La película fue rodada durante 8 semanas, desde el 16 de abril al 2 de junio, en distintas localizaciones de Madrid. Nos encontramos ante un comedia coral que se desarrolla en el restaurante de ficción "Xantarella", que fue el título provisional en honor a la seta Cantharellus cibarius, situado en el barrio gay Chueca. La producción corrió a cargo de Canguro Producciones y Ensueño Films, con la colaboración de Antena 3, Ministerio de Cultura de España y la Generalidad de Cataluña. La fase de postproducción fue llevada a cabo por Warner Bros Internacional España estrenándose el 11 de abril de 2008. El director quiso que participaran en el proyecto algunos profesionales de su localidad natal como el encargado de realizar los créditos finales, Isidro Ferrer y los de la banda sonora.

## Banda sonora
El tema musical ha ido a cargo de Juanjo Javierre, al que el director un año antes del estreno de la película llamó y le propuso participar en este proyecto. Su comentario sobre la elección fue: “Pensar en trabajar con gente de tanta calidad y proyección era muy emocionante. Además, en la película si sumamos a Isidro Ferrer y también a Amaral ya no trabajaba con dos amigos, sino con tres”. La canción la compuso el otro integrante del grupo, Juan Aguirre.

## Reparto
Javier Cámara, quien ya trabajó con el director Nacho G. Velilla en la serie de televisión Siete vidas, encarna al protagonista de la película, Maxi, el jefe de cocina y dueño del restaurante Xarantella. Aspira a ganar una estrella Michelin y, a pesar de ser abiertamente homosexual, tiene dos hijos a los que no ve desde hace años. Cámara describió a su personaje como "alguien bastante descolocado en la vida, bastante egocéntrico, bastante disperso y bastante egoísta", además de "disparatado, histérico y ciclotímico", y admitió que sólo tuvo que dejarse llevar para interpretarle, ya que es un personaje muy humano.

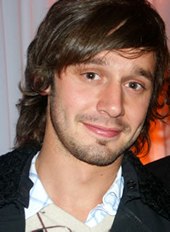
El actor chileno Benjamín Vicuña debuta en el cine español con Fuera de carta.

Fuera de carta supuso el debut del actor chileno Benjamín Vicuña en el cine español. Interpreta a un exfutbolista argentino llamado Horacio Pereti, quien tras sufrir una lesión trabaja como comentarista deportivo en televisión, ocultando su verdadera orientación sexual.

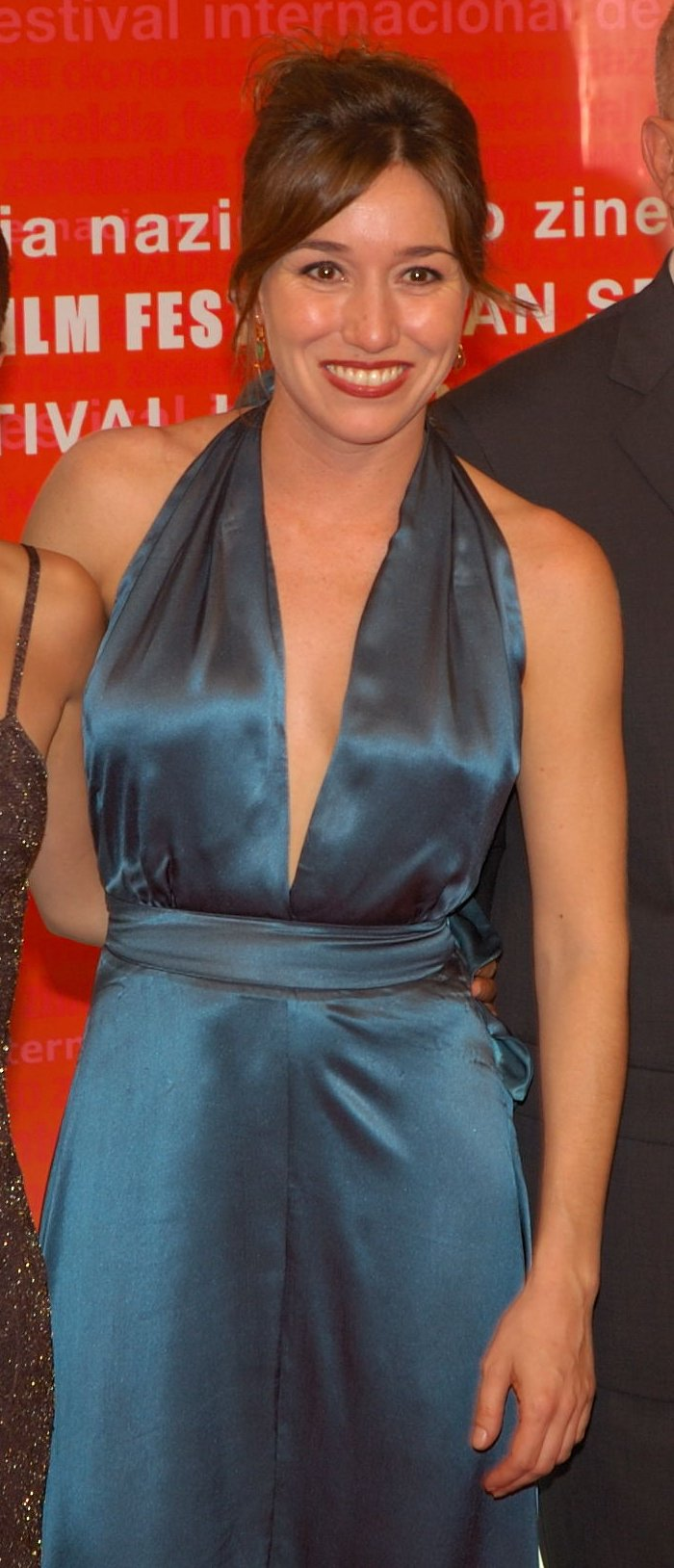
La actriz Lola Dueñas interpreta a la maître Álex.

Lola Dueñas interpreta a Álex, la maître y compañera de piso de Maxi, una mujer con bastante mala suerte en lo que respecta a las relaciones amorosas con los hombres. La actriz reconoció entre risas que le atrajo el personaje, pues por fin podía interpretar a un personaje bien vestido en lugar de a una "cateta, con el flequillo horroroso" o a una "yonqui". Además afirmó que afrontó el papel a base de ensayos y que durante el rodaje acudió a distintos restaurantes para comer, donde tuvo la oportunidad de hablar con una maître para preguntarle sobre su trabajo, en qué consistía y el comportamiento que debía tener.
Fernando Tejero interpreta a Ramiro, el encargado de realizar los postres del restaurante y cuidar a los hijos de Maxi debido a que emplea mucho tiempo en su trabajo. Aunque Maxi no quiere por ser un macarra.
Luis Varela interpreta al padre de Maxi, suele contar varios chistes homófobos. En un principio el papel iba a ser interpretado por Fernando Fernán Gómez pero debido a su fallecimiento lo hizo Valera quien dijo que le pareció una locura y le apenó su muerte. A pesar de esto algunas fuentes dijeron erróneamente que había intervenido en ella. Aunque si el rodaje fue del 16 de abril de 2007 al 2 de junio de 2007, Fernán Gómez tuvo tiempo para participar en la película, pues su muerte fue el 21 de noviembre de 2007.
El encargado de elegir al reparto fue Luis San Narciso de quien dijo el director que encontró a los actores que imaginó cuando redactó el guion, el resto del reparto lo conforman Mariano Peña, como un presentador de televisión, Chus Lampreave, como la madre de Maxi, Cristina Marcos, su exmujer, Alexandra Jiménez, una de sus ayudantes en la cocina, o Junio Valverde.
| Intérprete              | Personaje              |
| ----------------------- | ---------------------- |
| Javier Cámara           | Maxi                   |
| Lola Dueñas             | Álex                   |
| Fernando Tejero         | Ramiro                 |
| Benjamín Vicuña         | Horacio                |
| Chus Lampreave          | Celia                  |
| Luis Varela             | Jaime                  |
| Cristina Marcos         | Marta                  |
| Alexandra Jiménez       | Paula                  |
| Junio Valverde          | Edu                    |
| Alejandra Lorenzo       | Alba                   |
| Mariano Peña            | Álvaro                 |
| Fernando Albizu         | Valero                 |
| Carlos Leal             | Pascal Sánchez         |
| Alberto Jo Lee          | Dae-Su                 |
| Jesús Fuente            | Director del colegio   |
| Santiago Meléndez       | Cliente enfadado       |
| Eduardo Velasco         | Guarda Estudios        |
| Ana María Prada         | Señora mayor           |
| Chupi Llorente          | Mujer cliente          |
| Pepe Martín             | Niño 1                 |
| Eduardo Molina          | Niño 2                 |
| Yiyo Alonso             | Fontanero              |
| Carlos Olalla           | Quique                 |
| Jorge Alonso            | Médico                 |
| María Tasende           | Enfermera 1            |
| Raquel Ortega           | Enfermera 2            |
| Font García             | Operario 1             |
| Fernando Cueto          | Operario 2             |
| Manuel Vidal            | Regidor                |
| Adela Huete             | Mensajera              |
| Mari Franç Torres       | Cantante 1             |
| Alberto Rivas           | Cantante 2             |
| Pascual Cid Arregui     | Padre futbolista 1     |
| Juan Lorenzo Catena     | Entrenador             |
| Iván Carbonell          | Chaval 1               |
| Francisco Hernández     | Chaval 2               |
| Alejandro Cabrera       | Chaval acosado         |
| Aingeru Mora            | Pedro - 2º maitre      |
| Ángel Germán            | Pinche 1               |
| Laura Puerta            | Pinche 2               |
| Cristina Carretero      | Pinche 3               |
| José Luis Armendáriz    | Pinche 4               |
| Salvador Jiménez        | Pinche 5               |
| Rocío Lozano            | Pinche 6               |
| Roberto Buika           | Pinche 7               |
| Isabel Gabana           | Camarera 1             |
| Richard Capstick        | Camarero 2             |
| Saúl Gutiérrez          | Camarero 3             |
| Javier García           | Camarero 4             |
| José Javier Hernán Cabo | Camarero 5             |
| Santiago Borja          | Camarero 6             |
| Marco Arturo Muñoz      | 1er Office             |
| Zoifa Sozorange         | 2º Office              |
| Manuel García Cancío    | Representante Michelín |

## Recepción

### Crítica
El diario El País comentó que “armada de un rancio costumbrismo y de un lamentable toque social, filmada con más velocidad que ritmo (...) la película es un -equivocado- canto a la nueva condición del homosexual en España” y criticó la falta de gracia en su comedia y los “nefastos diálogos”, aunque elogió la interpretación de Javier Cámara, Lola Dueñas y Fernando Tejero. Por su parte, El Mundo comparó el tratamiento de la homosexualidad en la película con el "de un retrógrado casino provinciano de mediados del siglo XX", calificó la película de "lamentable" y finalizaba con que "los chistes y lugares comunes sobre mariquitas producen una insoportable vergüenza ajena". Javier Cortijo del diario ABC, criticó con estas palabras la película:"No faltan tacos de contenido melodramático ni toques de sal gorda vodevilesca. Pero el tono en general es amable y cómodo". La revista Cinemanía valoró muy positivamente la actuación de Javier Cámara pero que "recuerda más al cine casposo que al de nueva cocina cómica". Manuel Márquez de la revista en línea La butaca valora las interpretaciones de Javier Cámara, principalmente, Fernando Tejero, Chus Lampreave y Lola Dueñas aunque no la ve como la película deslumbrante que esperaba con su idea inicial.

### Premios
| Premio                             | Categoría                                   | Receptor(es)    | Resultado |
| ---------------------------------- | ------------------------------------------- | --------------- | --------- |
| Festival de Cine Español de Málaga | Bíznaga de oro a la mejor película          | Fuera de carta  | Nominado  |
| Festival de Cine Español de Málaga | Bíznaga de plata al mejor actor             | Javier Cámara   | Ganador   |
| Festival de cine de Málaga 2008    | Premio del público                          | Fuera de carta  | Ganador   |
| New York Ace Awards                | Mejor actor                                 | Javier Cámara   | Ganador   |
| New York Ace Awards                | Mejor Actor de Reparto                      | Benjamín Vicuña | Ganador   |
| Premios Goya                       | Mejor interpretación masculina protagonista | Javier Cámara   | Nominado  |
| Premios Goya                       | Mejor interpretación masculina de reparto   | Fernando Tejero | Nominado  |
| Premios de la Unión de Actores     | Mejor interpretación masculina de reparto   | Luis Varela     | Nominado  |
| Premios de la Unión de Actores     | Mejor interpretación femenina de reparto    | Chus Lampreave  | Nominada  |
| Fotogramas de Plata                | Mejor interpretación masculina protagonista | Javier Cámara   | Ganador   |
| Premios Gayo                       | Mejor actor principal                       | Javier Cámara   | Nominado  |
| Premios Gayo                       | Mejor actor de reparto                      | Benjamín Vicuña | Nominado  |
| Premios Gayo                       | Mejor actriz de reparto                     | Chus Lampreave  | Nominada  |
| Premios Gayo                       | Mejor reparto                               | Mejor reparto   | Nominados |

### Taquilla
El director dijo que en su presentación en el festival de Málaga hubo numerosas carcajadas, esto se tradujo que en su primer fin de semana consiguiera que casi un millón de euros y fuera vista por unos 160.000 espectadores, lo que le pareció un sueño hecho realidad. Acabó el año 2008 en la sexta posición de las películas españolas más taquilleras con 898.186 espectadores y 5.107.626,41 euros de recaudación. Salió a la venta en DVD el 30 de septiembre del mismo año distribuido también por Warner.
Además, fue vendida a cuarenta y cuatro países, entre los que destacamos Estados Unidos, Francia, Italia, Alemania y Reino Unido. Aunque en muchos países todavía no se ha estrenado, y solo en Italia, donde recibe el nombre de Fuori menú, ha tenido algo de éxito, ocupando el puesto 16 de la taquilla con 120.036 euros de recaudación en su primer fin de semana.